# Altromercato
Altromercato (Altromercato Impresa Sociale Soc. Coop.) ist eine Genossenschaft nach italienischem Recht, die satzungsgemäß im Fairen Handel tätig ist.
Angeregt durch den Fairen Handel in Österreich wurde das Unternehmen 1988 von Rudi Dalvai, dem späteren Präsidenten der World Fair Trade Organization (WFTO), und seinen Mitstudenten Antonio Vaccaro und Heini Grandi gegründet. Der Firmensitz ist Bozen, das operative Zentrum befindet sich in Verona.
Altromercato erzielte im Jahr 2023/2024 einen Umsatz von 34 Mio. EUR und ist damit der größte Importeur fair gehandelter Waren in Italien. Die Produkte werden von über 130 produzierenden Unternehmen aus 40 Ländern aus dem globalen Süden und aus Italien bezogen. Die Herstellung erfolgt nach den sozialen Standards und nach den zehn Grundsätzen der WFTO. Das Unternehmen beschäftigt rund 100 Mitarbeiter und wird von ca. 6.000 Ehrenamtlichen in rund 250 Weltläden unterstützt. Die Hauptprodukte von Altromercato sind zudem in 1.500 großen Einzelhandelsgeschäften und 2.000 Bio-Fachgeschäften sowie in Restaurants, Schulkantinen, Bars oder Kräuterläden erhältlich.
In Kooperation mit der Universität Verona wird jährlich der Altromercato Campus durchgeführt. Dies ist ein Tag voller Treffen, Debatten, Seminare und Workshops rund um den Fairen Handel. Seit 2018 besteht eine Vereinbarung zwischen der Fakultät für Betriebswirtschaftslehre der Universität Verona und Altromercato zur Erstellung und Entwicklung von Forschungs- und Lehrprojekten zum Management von Fair-Trade-Organisationen.